# Pseudogymnoascus
Pseudogymnoascus är ett släkte av svampar. Enligt Catalogue of Life ingår Pseudogymnoascus i familjen Pseudeurotiaceae, klassen Dothideomycetes, divisionen sporsäcksvampar och riket svampar, men enligt Dyntaxa är tillhörigheten istället familjen Myxotrichaceae, klassen Leotiomycetes, divisionen sporsäcksvampar och riket svampar.
|                  | Pleuroascus |
|                  | |
| Pseudogymnoascus | \| \| Pseudogymnoascus alpinus \| \| \| \| \| \| Pseudogymnoascus roseus \| \| \| \| \| \| Pseudogymnoascus bhattii \| \| \| \| |
|                  | \| \| Pseudogymnoascus alpinus \| \| \| \| \| \| Pseudogymnoascus roseus \| \| \| \| \| \| Pseudogymnoascus bhattii \| \| \| \| |
|                  | Connersia |
|                  | |
|                  | Pseudeurotium |
|                  | |
|                  | Teberdinia |
|                  | |
|                  | Leuconeurospora |
|                  | |
|                  | Pseudogymnoascus alpinus |
|                  | |
|                  | Pseudogymnoascus roseus |
|                  | |
|                  | Pseudogymnoascus bhattii |
|                  | |

|  | Pseudogymnoascus alpinus |
|  |                          |
|  | Pseudogymnoascus roseus  |
|  |                          |
|  | Pseudogymnoascus bhattii |
|  |                          |

## Bildgalleri

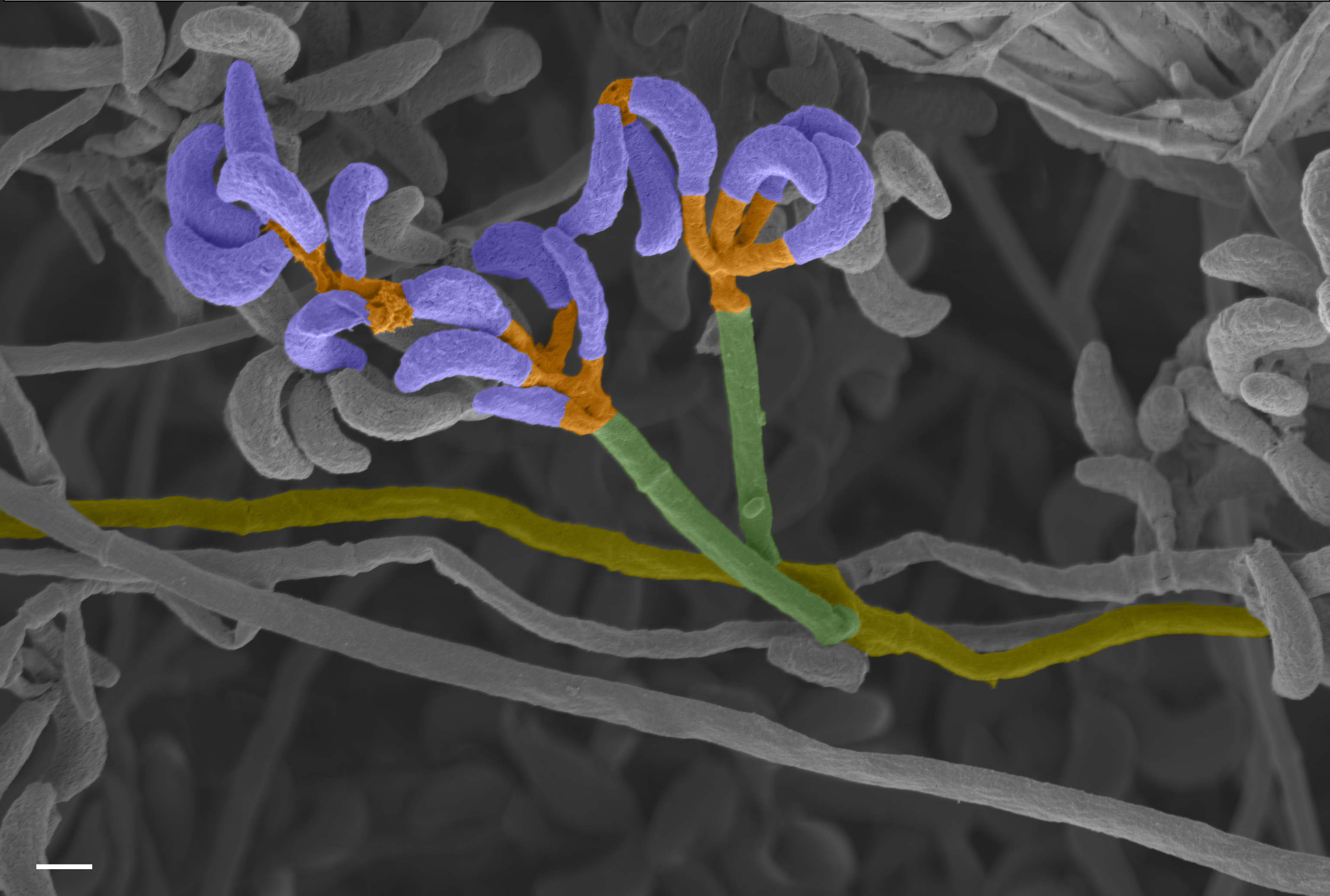
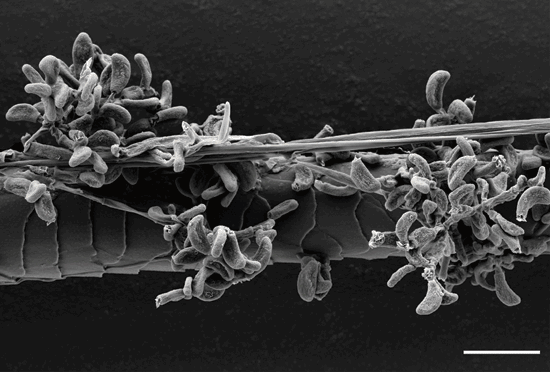